# Antoine Watteau
Jean-Antoine Watteau (n. 10 octombrie 1684, Valenciennes, Nord-Pas-de-Calais, Franța – d. 18 iulie 1721, Nogent-sur-Marne, Seine, Franța) a fost un pictor francez. Picturile lui Watteau creează o atmosferă ireală, înfățișând o fericire intangibilă. Curtea regală și teatrul erau temele predilecte ală artistului. Tehnica utilizată și preferința pentru culorile vii îi constituie un omagiu adus lui Rubens, însă stilul elegant și sensibilitatea lirică aparțin în întregime lui Watteau. Melancolia și sentimentul efemerității transpare întotdeauna în scenele aparent idilice. Watteau joacă un rol fundamental în înnoirea picturii franceze și devine creatorul unui nou gen, intitulat „serbări galante”, popular în arta rococo-ului. Pictura sa deschide drumul lui Boucher și Fragonard.

## Biografie
Antoine Watteau s-a născut la Valenciennes, un oraș la granița cu Flandra. Pe 10 octombrie 1684, la două-trei zile de la naștere, este botezat. Părinții pictorului sunt Jean-Philippe Watteau, de meserie dulgher, și Michèle Lardenois. Antoine va frecventa școala hotelieră de pe lângă castelul Saint-Jean. Foarte devreme își manifestă dragostea pentru desen. Părinții viitorului pictor se hotărăsc să-l încurajeze. În 1695 - Antoine Watteau avea 11 ani - începe să lucreze în atelierul lui Jacques-Albert Guérin, un pictor nu tocmai strălucit, dar care se bucura la Valenciennes de o solidă reputație. În timpul liber cutreieră împrejurimile orașului, executând schițe după peisaje și scene care îl interesează. Are ocazia chiar la Valenciennes să admire câteva pânze ale pictorului flamand Peter Paul Rubens, sub influența căruia va rămâne toată viața.
În 1702, la vârsta de optsprezece ani, Watteau se hotărăște să plece la Paris, pentru a-și desăvârși pregătirea artistică. Lucrează la început cu un grup de pictori, jumătate artiști, jumătate meșteșugari, realizând în serie portrete, tablouri religioase, scene de viață, care erau vândute unor negustori de artă. În acest timp începe să cunoască și alte persoane din mediul artistic. Se împrietenește cu doi pictori de origine flamandă, Jean-Jacques Spoede și Nicholas Vleughels, cu care frecventează spectacolele de teatru. În acest nou mediu cunoaște pe Claude Gillot, pictor, decorator și desenator talentat. Gillot îl va lua pe Watteau sub protecția lui. Colaborarea acestor doi artiști, care se situează în jurul anilor 1705-1707, se sfârșește destul de repede. În jurul anului 1708, Watteau intră în atelierul pictorului-decorator Claude Audran (1657-1734), unul dintre ultimii reprezentanți ai unei familii de pictori și gravori din Lyon. Audran este pictorul curții regale și custode al Palatului Luxemburg, participă la lucrările de decorare a palatelor de la Versailles, Fontainebleau și Hôtel des Invalides. Atelierul lui Watteau se găsește chiar în Palatul Luxemburg, unde are ocazia să studieze ciclul de tablouri ale lui Rubens consacrate Mariei de Medici. 

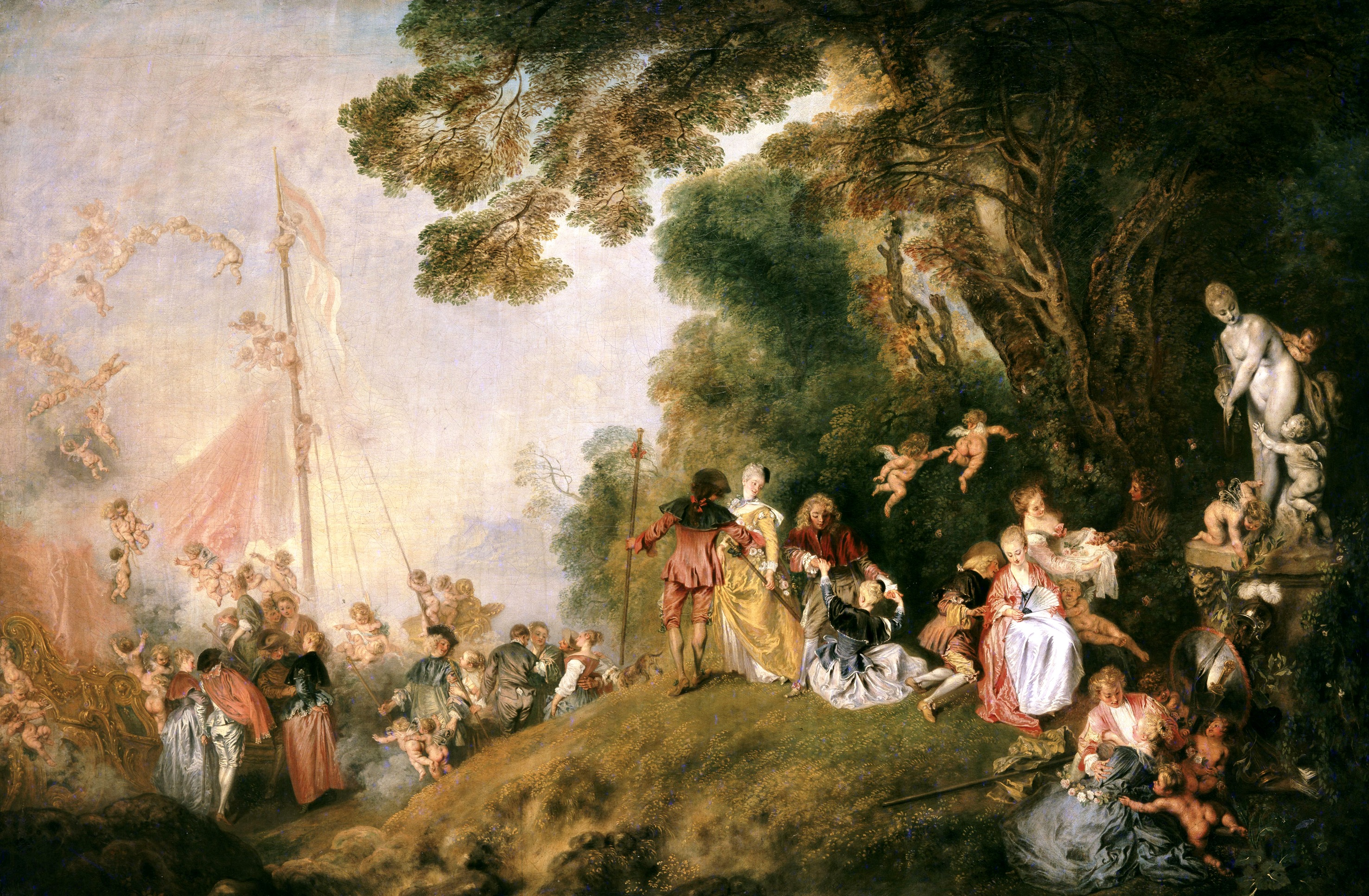
Îmbarcarea spre Citera, 1717 - Muzeul Luvru, Paris

Anul 1709 este plin de evenimente importante în viața pictorului. Artistul intră în competiție pentru câștigarea premiului Academiei Regale de Pictură și Sculptură - ''Prix de Rome'', dar nu obține decât premiul al doilea. Primele sale opere datând din acest an aveau să fie tablouri cu teme militare: Tabăra mobilă, Escorta, Recrutul și Halta. În 1712 se înscrie din nou la concursul organizat de Academie, reușind să câștige premiul finanțat de rege, constând într-o călătorie la Roma. Mai mult decât atât, Watteau este primit în rândurile Academiei ca membru titular. Tema operei pe care artistul - în calitate de nou membru al Academiei - trebuie să o încredințeze instituției este la libera lui alegere. Vor trece însă cinci ani până la desăvârșirea operei Îmbarcarea spre Citera, insula Afroditei, tărâmul idilic al iubirii, distracțiilor și plăcerilor. Artistul prezintă o scenă deschisă, ca un evantai, al cărei ritm cromatic este dictat de folosirea unor suprafețe intense de culoare, care atrag atenția privitorului.
În anul 1719, pictorul deja suferind de tuberculoză pulmonară, pleacă la Londra. Acolo îl cunoaște pe celebrul medic Richard Mead, pentru care va picta două tablouri. Din cauza stării sale de sănătate, care se înrăutățește, pictorul se întoarce după câteva luni la Paris. Watteau locuiește la prietenul său, galeristul François Gersaint. Gersaint îl însoțește la Nogent-sur-Marne, unde Watteau intenționează să se odihnească. Pe 18 iulie 1721, Watteau moare la nici treizeci și șapte de ani.

## Opera
Dacă nu avem suficient de multe date pentru a reconstrui în amănunt viața artistului, operele sale reprezintă o sursă remarcabilă de informații referitoare la mediile pe care le-a frecventat. Watteau s-a aflat încă de la început în mijlocul acelei noi mode a „sărbătorilor” nesfârșite: teatrul, muzica și opera, academiile rafinate și balurile aristocraților, formează „materia fundamentală” a tablourilor artistului. Parisul este cel mai bun loc de întâlnire al actorilor de comedie, al poeților și cântăreților. Din această atmosferă, pictorul desprinde umorul și melancolia, peripețiile amoroase care vor transpare din toate operele sale. Bazându-se pe tehnica culorii, moștenită de la Rubens și maeștrii venețieni, Watteau creează scene a căror temă o reprezintă întâlnirea într-un decor de pădure sau parc a unui grup de tinere doamne cu amanții lor, care se lasă în voia discuțiilor rafinate despre dragoste și aspirații, dezvoltând noul stil denumit „sărbători galante” (fêtes galantes).
Scena prezentată în tabloul Perspectiva (1715), executat pentru bogatul său prieten, Pierre Crozat, se desfășoară în luminișul unei păduri. Natura monumentală, stranie este alcătuită din copaci ireali, care par să iasă în afara pânzei. Atitudinea personajelor și modul lor de prezentare dictează impresia generală pe care o trezește opera, denotă o forță de expresie rar întâlnită.
Pentru a picta Diana la scăldat (1715), Watteau se inspiră dintr-un desen al lui Louis de Boullogne (1654-1733), conferind zeiței înfățișarea unei persoane aparținând epocii contemporane artistului. Atmosfera erotică a tabloului vine în contrast cu reprezentarea tradițională a Dianei și prevestește picturile lui Renoir.
Tabloul Propunere jenantă (1716) se caracterizează prin atmosfera de zburdălnicie frivolă într-un peisaj întins, încadrat de două șiruri de copaci, adăpostind unul dintre cele mai frumoase ceruri din pictura franceză.
Compoziția Plăcerile balului (1717), asemănătoare tabloului Plăcerile pastorale (1718) de mai târziu, denotă frumusețe și eleganță. Societatea aleasă, împărțită în grupuri, are ocupații inutile și insignifiante, dar, evident, extraordinar de plăcute. Culorile delicate ale veșmintelor dau iluzia unei atmosfere de vis și subliniază dimensiunea atemporală a scenei reprezentate: iubirea și jocurile dezinvolte sunt nemuritoare.

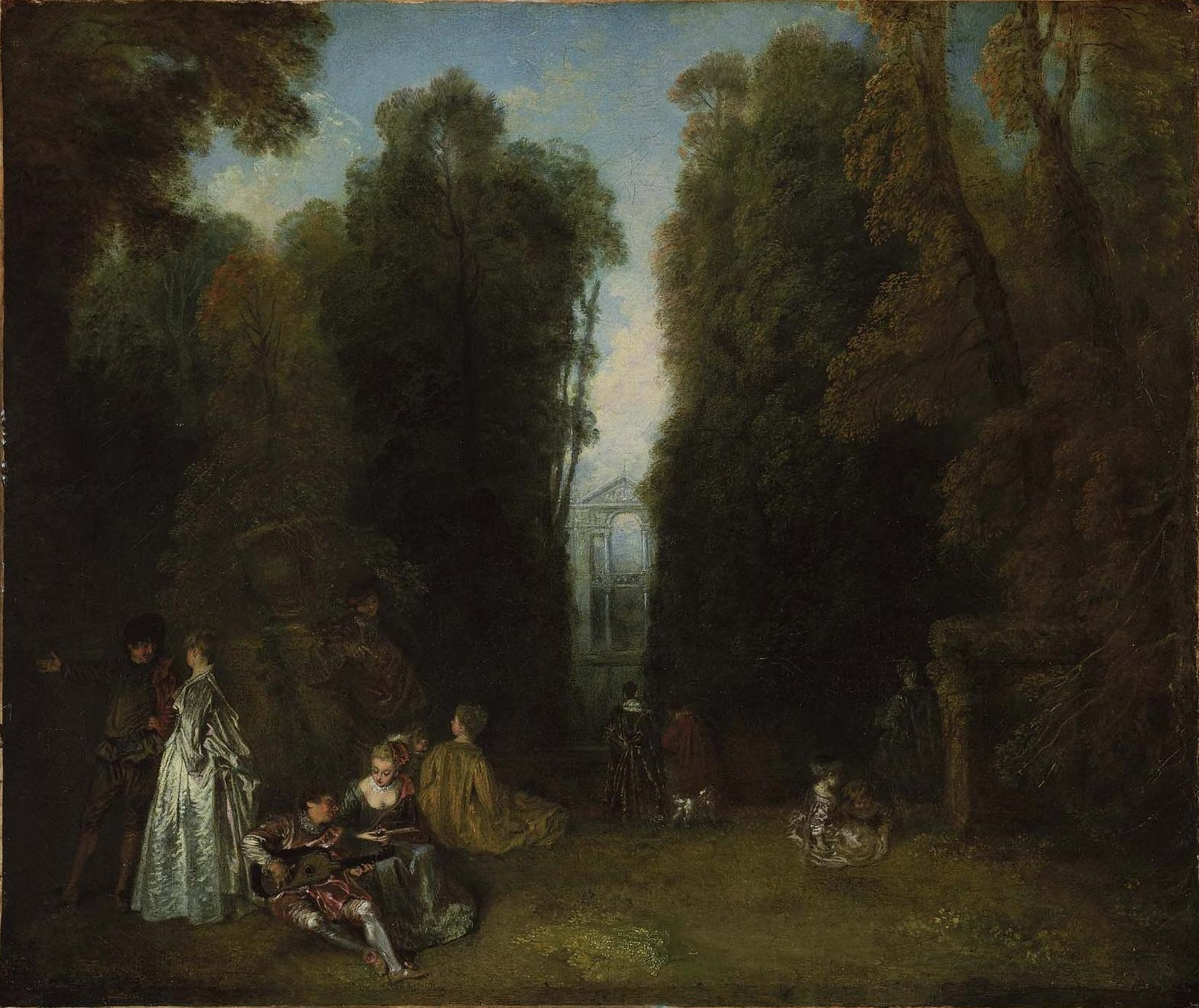
La Perspective 1715, Museum of Fine Arts, Boston
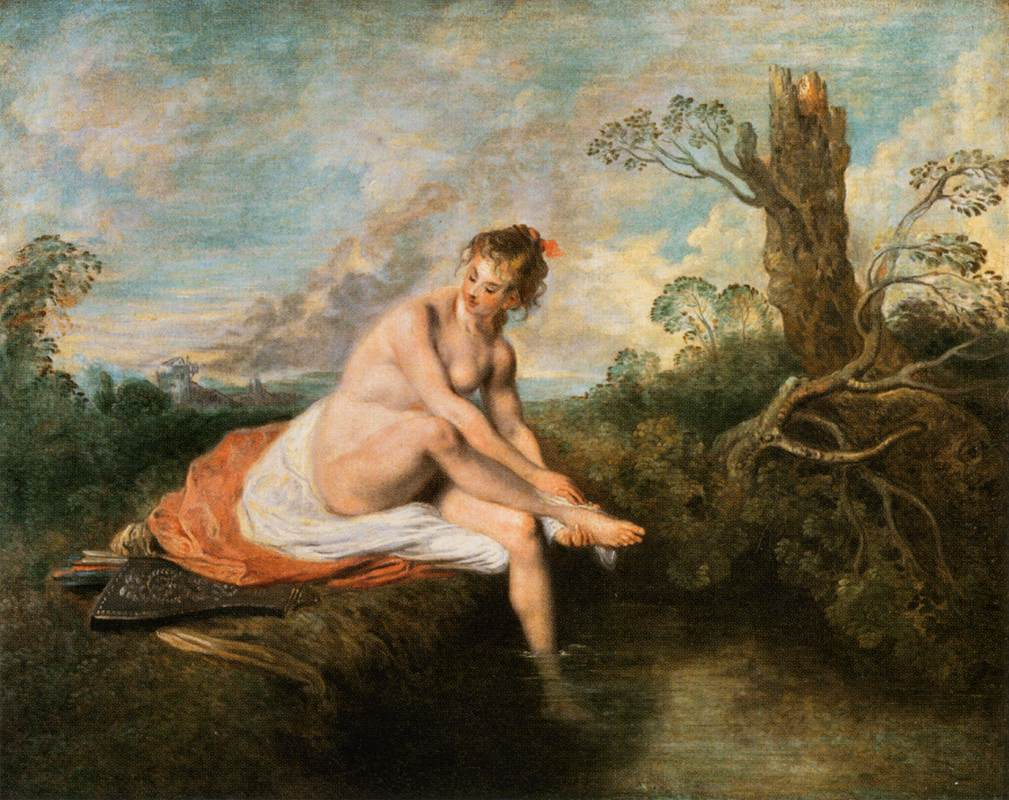
Diane au bain 1715, Muzeul Louvre, Paris
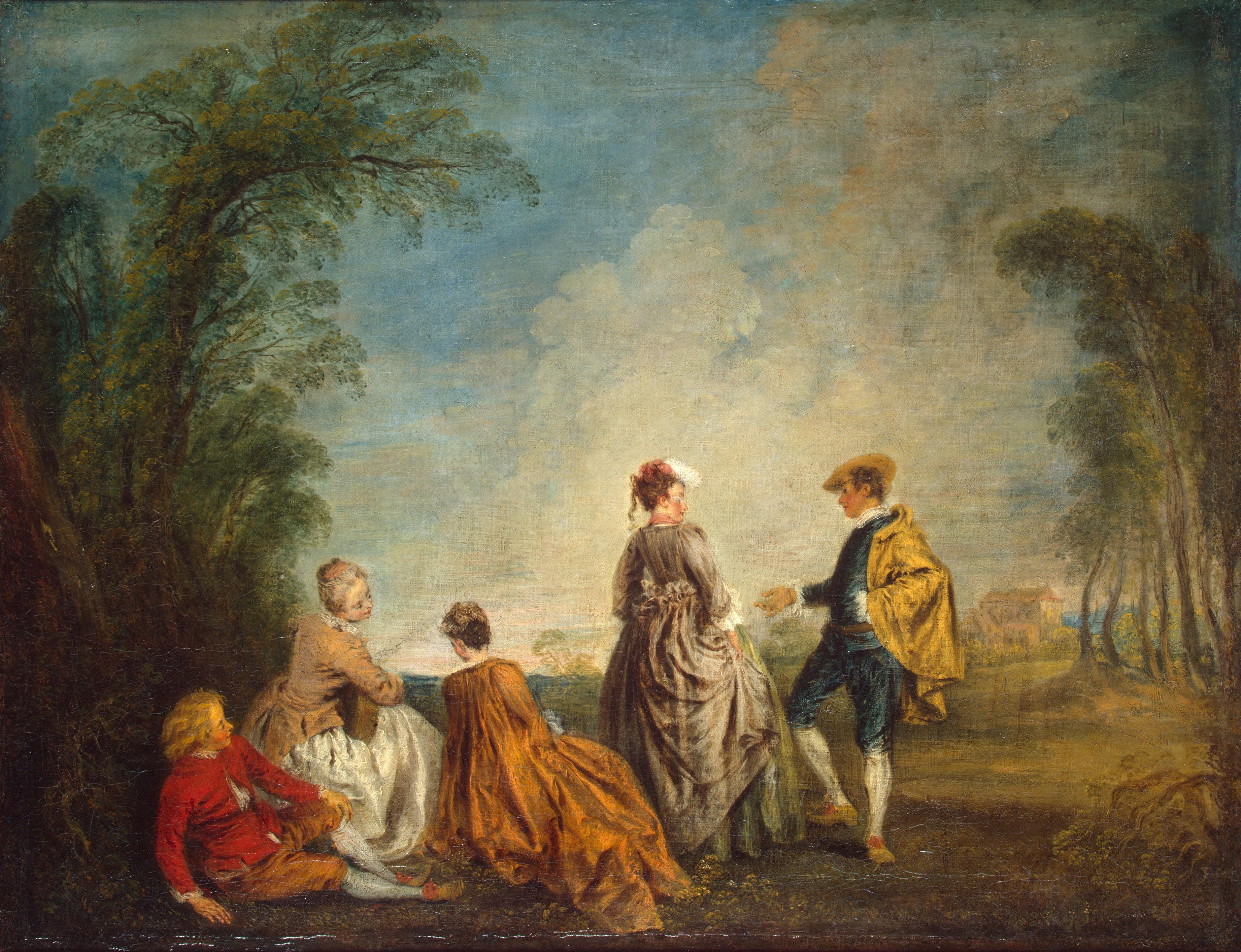
La proposition embarassante 1715-1716, Muzeul Ermitaj, Sankt Petersburg
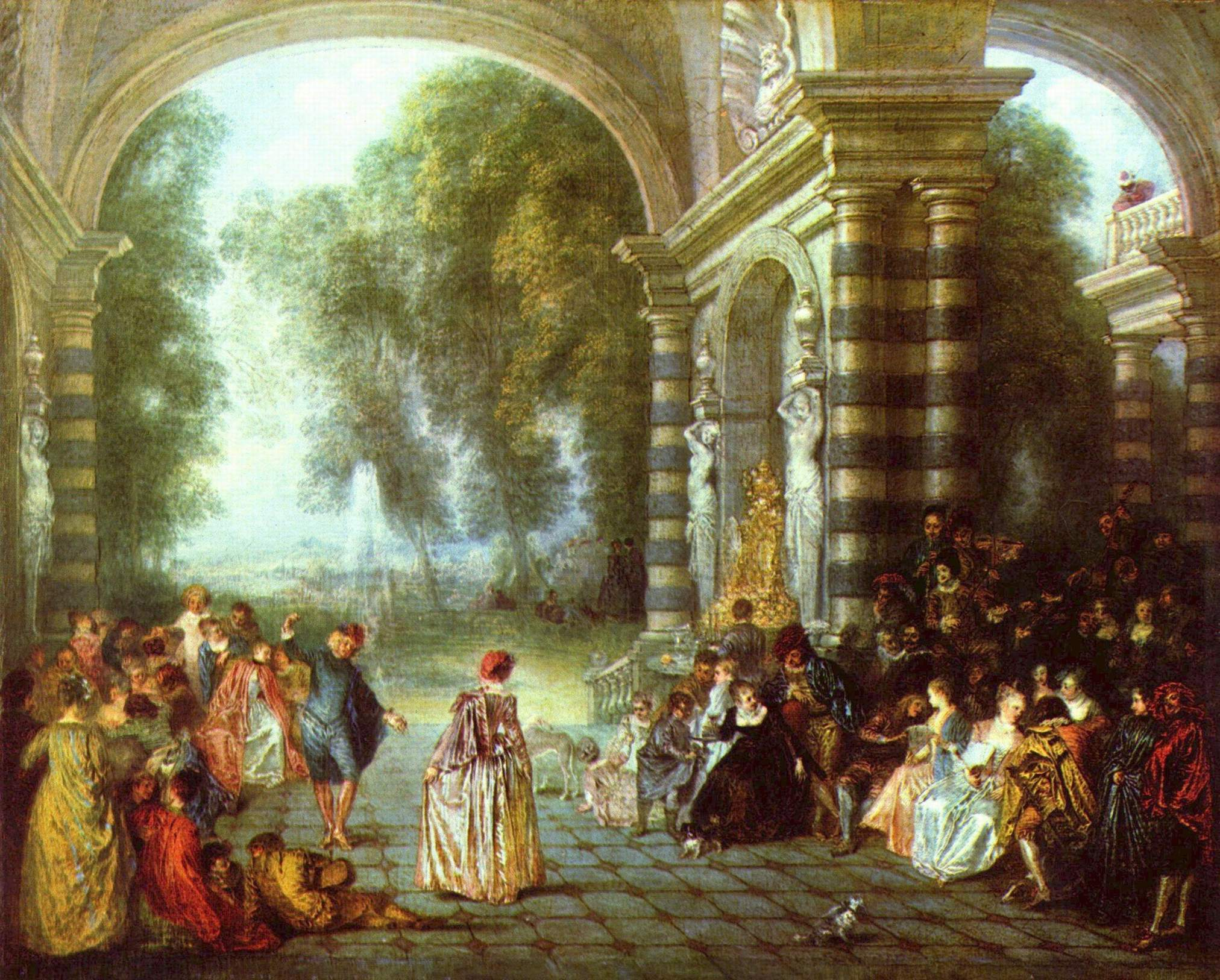
Les plaisirs du bal 1717, Colecție particulară

În pictura Indiferentul (1717) trăsăturile de penel mărunte, delicate și precise evocă stălucirea atlasului, moliciunea dantelei și a cârlionților, scenografia grațioasă a grădinii.
Sfânta Familie (1717-1719), una dintre puținele opere cu tematică religioasă din creația lui Watteau, reflectă influența lui Antoon van Dyck. Deși face impresia unei schițe, tabloul are o schemă compozițională foarte sugestivă: personajele sunt dispuse în formă de triunghi cu vârful la capul lui Iosif, în timp ce în centrul triunghiului se află Pruncul Iisus.

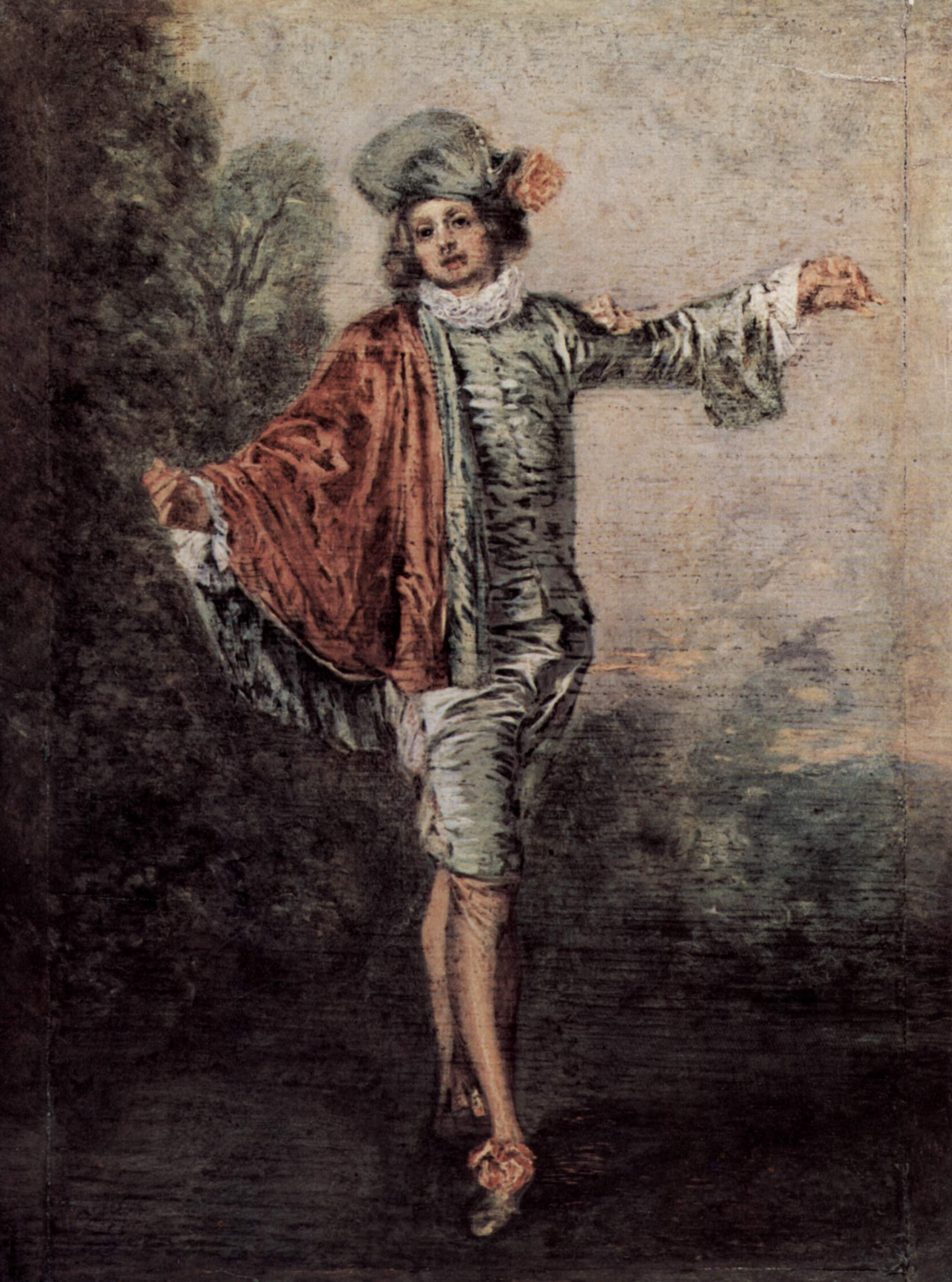
L'Indifférent 1717, Muzeul Louvre, Paris
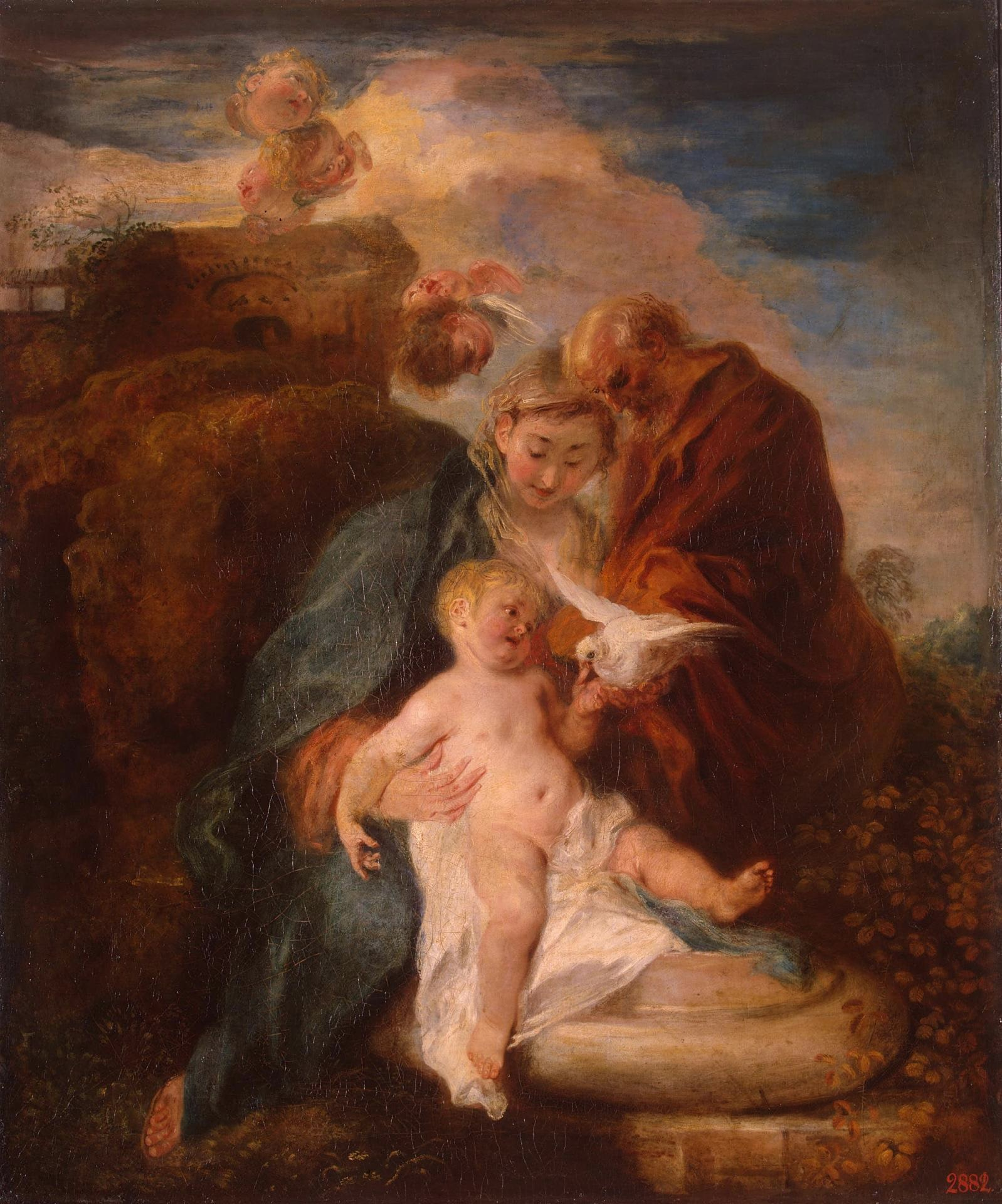
La Sainte Famille 1717-1719, Muzeul Ermitaj, Sankt Petersburg
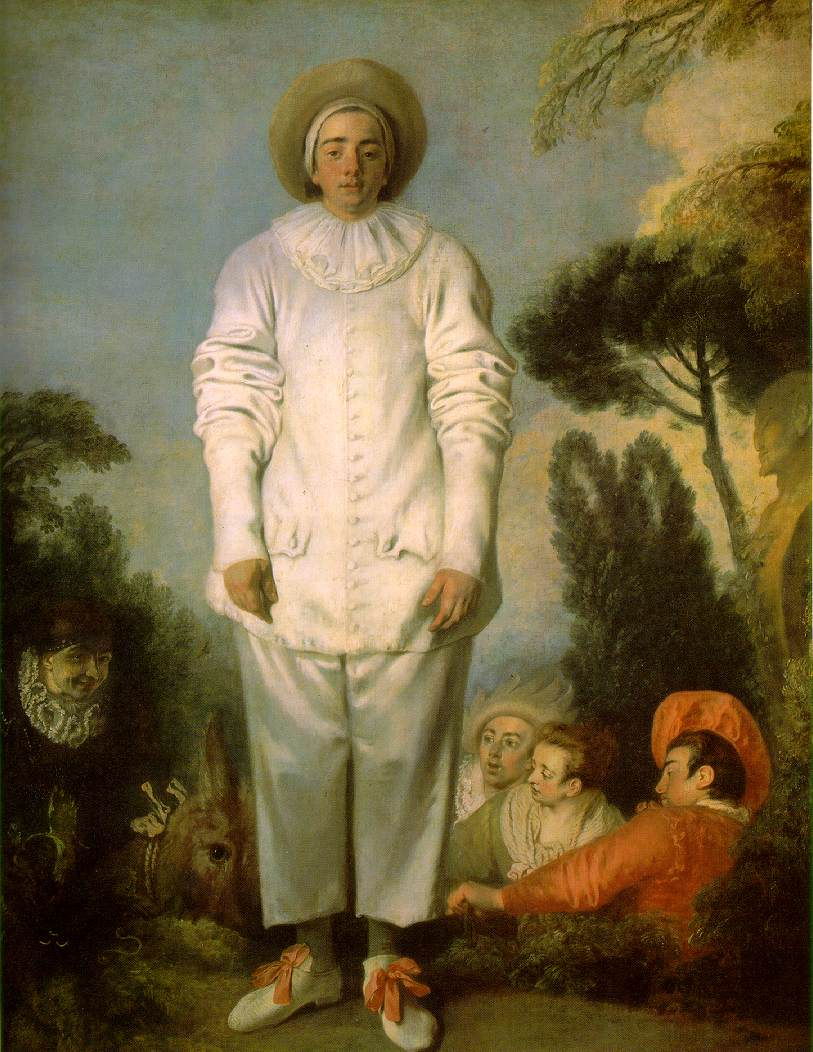
Pierrot 1718-1719, Muzeul Louvre, Paris
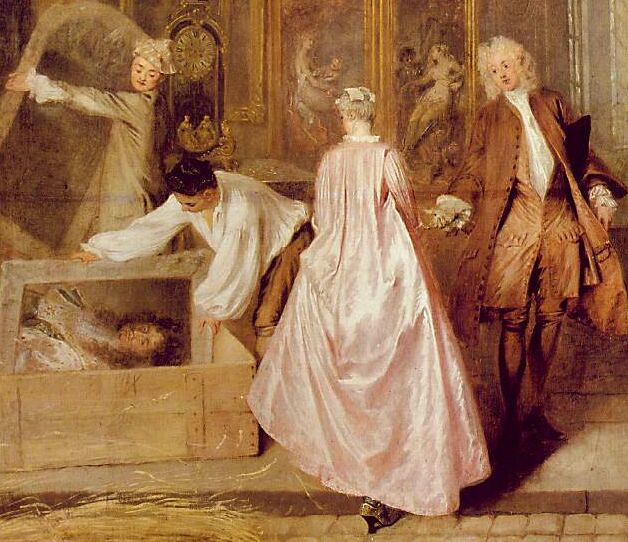
L'Enseigne de Gersaint (detaliu) 1720, Schloß Charlottenburg, Berlin

Arlechinul Pierrot (1718-1719), cu tematică din lumea teatrului, reprezintă un personaj de comedie care în tablou - în mod paradoxal - este prezentat cu expresie tristă a feței, într-un veștmânt alb perlat. Opera se bazează pe ambiguitatea dintre teatru și viață. pe amestecul de artă și natură.
Tabloul „Firma” lui Gersaint (1720) trebuia să servească într-adevăr drept firmă, căci Gersaint era negustor de opere de artă. Realizat cu extraordinară repeziciune de Watteau, tabloul-firmă rămâne agățat vreme de două săptămâni pe frontonul anticariatului lui Gersaint, timp suficient ca opera să fie admirată de întregul Paris. Scena se desfășoară într-un interior plin de tablouri și reprezintă o invitație de a vizita salonul de artă din interiorul magazinului.